# Quirino (Isabela)
Quirino is een gemeente in de Filipijnse provincie Isabela in het noordoosten van het eiland Luzon. Bij de laatste census in 2007 had de gemeente ruim 21 duizend inwoners.

## Geografie

### Bestuurlijke indeling
Quirino is onderverdeeld in de volgende 21 barangays:
| - Binarzang - Cabaruan - Camaal - Dolores - Luna - Manaoag - Rizal - San Isidro - San Jose - San Juan - San Mateo | - San Vicente - Santa Catalina - Santa Lucia - Santiago - Santo Domingo - Sinait - Suerte - Villa Bulusan - Villa Miguel - Vintar |

## Demografie
Quirino had bij de census van 2007 een inwoneraantal van 21.192 mensen. Dit zijn 1.206 mensen (6,0%) meer dan bij de vorige census van 2000. De gemiddelde jaarlijkse groei komt daarmee uit op 0,81%, hetgeen lager is dan het landelijk jaarlijks gemiddelde over deze periode (2,04%). Vergeleken met de census van 1995 is het aantal mensen met 2.872 (15,7%) toegenomen.

De bevolkingsdichtheid van Quirino was ten tijde van de laatste census, met 21.192 inwoners op 126,2 km², 167,9 mensen per km².